# Savo Ekmečić
Savo Ekmečić (* 9. Mai 1948 in Mostar, SFR Jugoslawien) ist ein ehemaliger jugoslawischer Fußballspieler und Fußballtrainer.

## Karriere
Ekmečić wuchs im südlichen Kroatien auf und lebte seit seinem 18. Lebensjahr in Sarajevo. Er begann seine Karriere als Torhüter beim FK Sarajevo und wechselte im Sommer 1977 zum Grazer AK. Als 29-Jähriger war er für zwei Tage nach Graz gekommen. Eigentlich hatte er ein Studium begonnen wurde jedoch zunächst per Handschlag engagiert. Er stand fortan bis 1986 für Rudi Roth und Hans Steigenberger im Tor. Er absolvierte bis 1985 ununterbrochen 269 Pflichtspiele in der ersten österreichischen Liga und ist damit der Rekordtorhüter der Grazer. 1981 wurde er mit dem GAK österreichischer Pokalsieger durch einen Finalsieg gegen Austria Salzburg. 2002 wurde er in einer Publikumswahl zum „Spieler des Jahrhunderts“ der Grazer Athletiker gewählt. Sein Markenzeichen war und ist die knielange „Ekmečić-Hose“.
Als Trainer förderte er unter anderem Talente wie Ralph Hasenhüttl oder Klaus Schmidt. Von 1990 bis 1992 trainierte er den Grazer AK. In der Frühjahrssaison 1997 war er Trainer beim DSV Leoben.

„Jedes Derby (GAK vs. Sturm) ist für mich besonders schön gewesen, auch die Niederlagen sind schöner gewesen als gegen andere Gegner. Die Derbys in Graz waren immer die besten und schönsten Spiele.“

Ekmečić lebt mit seiner Familie in Andritz und betreibt eine Kantine am Sportplatz Gösting.